# Qui c'est, ce mec ?
Pour plus de détails, voir Fiche technique et Distribution.
Qui c'est, ce mec ? (Bollenti spiriti) est une comédie fantastique italienne réalisée par Giorgio Capitani et sortie en 1981.

## Synopsis
Le comte Giovanni degli Uberti est un noble proche de la banqueroute ; aucune de ses idées commerciales n'a été couronnée de succès et il est endetté jusqu'au cou. Son avocat ne sait plus comment le sauver des créanciers qui veulent lui faire saisir tous ses biens. Mais le coup de chance arrive : il a hérité d'un magnifique château de son oncle Ubezio et un agent immobilier suisse est prêt à lui verser 2 milliards de lires pour le transformer en hôtel.
Tous ses problèmes semblent résolus, mais le comte découvre qu'il n'est pas le seul héritier : l'infirmière qui a soigné son oncle récemment est légataire de 10 % du château. S'il ne peut pas obtenir ces 10%, il ne pourra pas conclure l'affaire avec l'agent immobilier suisse. De plus, le château est hanté par le fantôme de Guiscardo, son ancêtre condamné par une malédiction à errer parmi les pièces jusqu'à ce qu'il soit capable de faire l'amour avec une femme. Le fantôme demande un prix à payer aux deux intrus pour pouvoir rester au château...

## Fiche technique
Sauf indication contraire, les informations mentionnées dans cette section peuvent être confirmées par la base de données cinématographiques IMDb,  présente dans la section « Liens externes ».
- Titre en français : Qui c'est, ce mec ?[2]
- Titre original italien : Bollenti spiriti[3]
- Réalisation : Giorgio Capitani
- Scenario :	Franco Marotta, Laura Toscano
- Photographie :	Silvano Ippoliti (it)
- Montage : Sergio Montanari
- Musique : Piero Umiliani
- Décors et costumes : Ezio Altieri (it)
- Production : Silvio Clementelli (it)
- Société de production : Clesi Cinematografica (it), Italian International Film (it)
- Pays de production :  Italie
- Langue originale : Italien
- Format : Couleur
- Durée : 98 minutes[3]
- Genre : Comédie fantastique
- Dates de sortie :
  - Italie : 30 décembre 1981[4]
  - France : 14 mars 1984[2]

## Distribution
- Johnny Dorelli : Giovanni Guiscardo
- Gloria Guida : Marta
- Alessandro Haber : Vittorio
- Lory Del Santo : Lilli
- Lia Tanzi : Nicole
- Adriana Russo : La serveuse
- Francesca Romana Coluzzi : Le pompiste
- Roberto Della Casa : Antonio, le serveur
- Geoffrey Copleston : Dr. Eric Stainer
- Corrado Olmi : Le docteur
- Giorgio Gobbi : Le facteur

## Production
C'est le premier film du duo Johnny Dorelli / Gloria Guida qui formeront, quelque temps après ce film, un couple dans la vraie vie. Les deux comédiens avaient déjà travaillé ensemble au théâtre en 1979 dans la comédie musicale Accendiamo la lampada (it).
Le tournage s'est déroulé au château Piccolomini à Balsorano dans les Abruzzes.

## Accueil
Les critiques de l'époque ont apprécié la manière dont le réalisateur parvient à faire un clin d'œil aux classiques du passé tout en divertissant le spectateur sans jamais tomber dans la grossièreté.
Il a été classé 42e parmi les 100 films les plus rentables de la saison cinématographique italienne 1981-1982.

## Bande originale
La partition originale de Bollenti spiriti a été produite par Piero Umiliani et publiée en 1981 sur le label Sound Work Shop (SWS 127). L'album contient 12 morceaux composés et réalisés par Umiliani.